# Onzaga (ort)
Onzaga är en ort i Colombia.   Den ligger i departementet Santander, i den centrala delen av landet, 240 km nordost om huvudstaden Bogotá. Onzaga ligger 1 955 meter över havet och antalet invånare är 1 393.
Terrängen runt Onzaga är huvudsakligen bergig, men den allra närmaste omgivningen är kuperad. Onzaga ligger nere i en dal som går i nord-sydlig riktning. Runt Onzaga är det ganska glesbefolkat, med 34 invånare per kvadratkilometer. Närmaste större samhälle är Soatá, 14,9 km öster om Onzaga. I omgivningarna runt Onzaga växer i huvudsak städsegrön lövskog.